# Castelo de Vimianzo

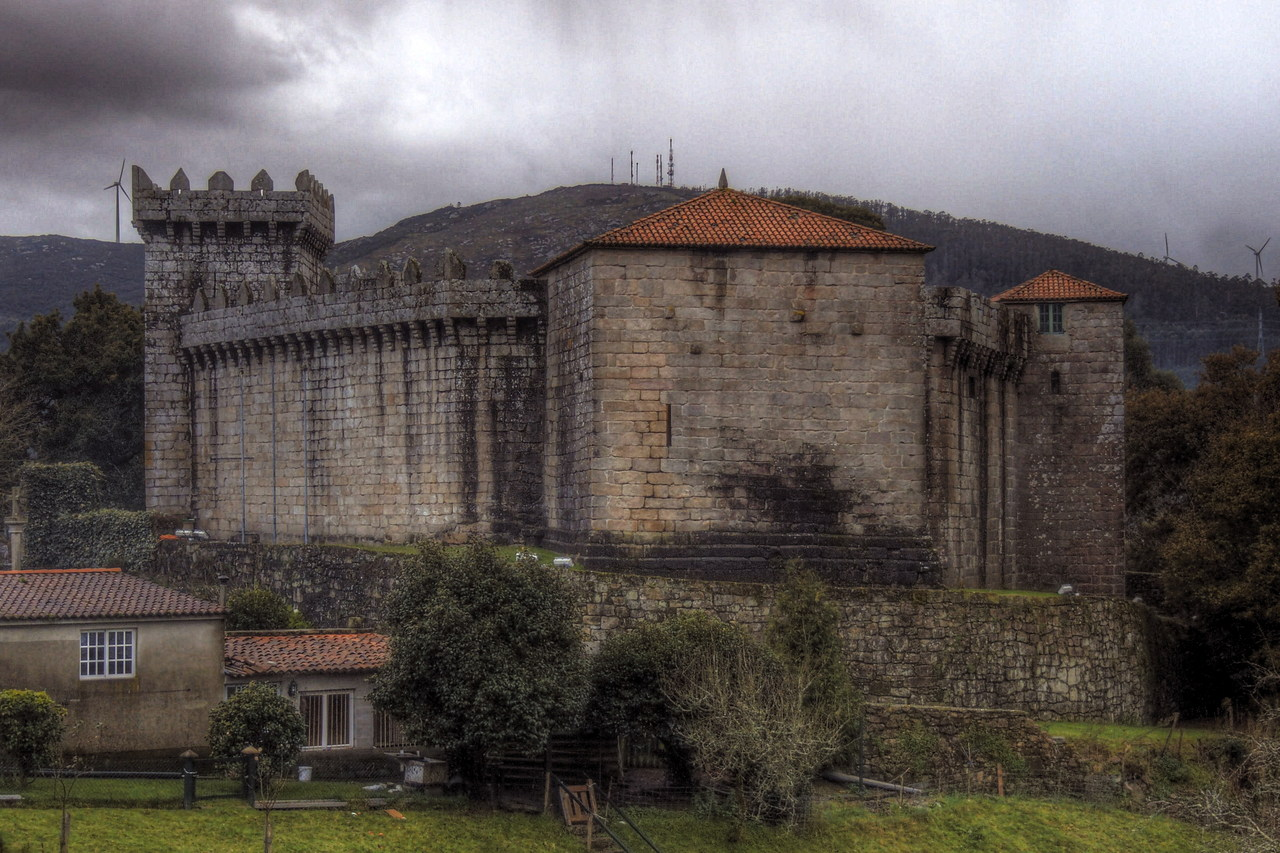
Castelo de Vimianzo, Espanha

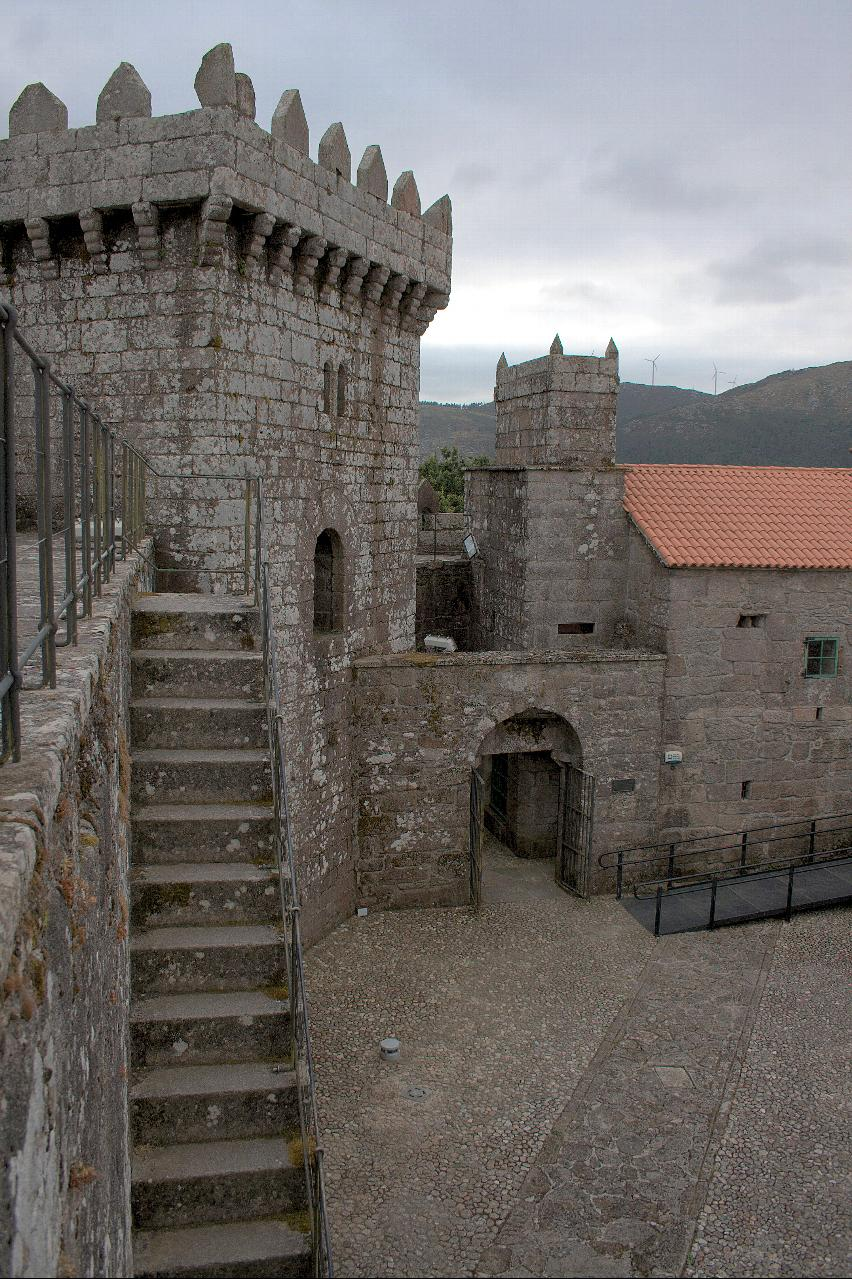
Castelo de Vimianzo, Espanha: torre e portada de acesso

O Castelo de Vimianzo, também denominado como Torres de Martelo, localiza-se no município de Vimianzo, na província de Corunha, comunidade autónoma da Galiza, na Espanha.
Ergue-se em posição dominante à entrada da vila. A proximidade da fortificação com a costa permitia controlar as rotas comerciais do Mar do Norte, os negócios da sardinha e do sal e as pilhagens dos barcos que naufragavam nestas costas.

## História
O primitivo castelo remonta a fins do século XII e princípios do XIII, possívelmente erguido pela família Mariño de Lobeira. Desta primeira construção não restaram vestígios, apesar de que as escavações arqueológicas empreendidas na década de 1980, de 1984 a 1986, colocaram a descoberto os alicerces de uma grande torre de menagem no atual pátio de armas.
Em 1348 o rei Afonso XI de Castela confiscou esta fortificação e seus domínios a Roi Soga Mariño de Lobeira por dívidas contraídas, vendendo-os ao arcebispo de Santiago de Compostela, Xoan García de Manrique. O castelo e seus domínios passaram posteriormente às mãos de Fadrique Enriquez, duque de Arjona.
Acredita-se que, entre 1425 e 1429, passou pela primeira vez a integrar os domínios dos Moscoso, a julgar pelo parentesco dos Mariño de Lobeira com os Corda, e destes com os burgueses de Compostela do Campo e com os Moscoso da Amaía. Reedificado a partir desta fase, tornou-se uma das praças-fortes mais importantes dos Moscoso, linhagem da nobreza originária do vale da Amaía, de Altamira, aparentados com a família dos Trava, e que constituirão o condado de Altamira na pessoa de Lope Sánchez de Moscoso, primeiro conde de Altamira.
Neste castelo Pedro Madruga manteve detido o bispo de Tui, Diego de Muros, que pagou pelo seu resgate setecentos mil reais.
Em 1465, serviu de prisão para o Arcebispo de Compostela Alonso II de Fonseca, engaiolado numa jaula (que a lenda afirma ter sido de ouro), durante dois anos, por ordem de Bernal Sánchez de Moscoso.
Durante a grande revolta irmandinha foi assediado e conquistado pelas armas, vindo a ser arrasado em 1467. Com o fim da revolta, foi reconstruído por ordem de Alonso II de Fonseca.
Em 1472 voltou às mãos dos Moscoso por iniciativa de Lope Sánchez de Moscoso, conde de Altamira, que se apoderou da praça à frente de um poderoso exército, integrado pelas hostes dos Mariñas, Andrade, Soutomaior, Ulloa e Lemos. Vasco da Ponte assim descreveu os feitos:
| “ | Desde que os cavaleiros se despediram uns dos outros, cada um deles foi folgar à sua casa, e depois, em pouco tempo juntaram-se outra vez e foram ajudar López Sánchez a tomar Vimianzo, que a tinha tomado o arcebispo: requereram a Xoán Mariño de Lobeira, alcaide da casa, que o desse a López Sánchez, pois se a tomavam pela força custar-lhe-ia a vida e a de todos os seus. Respondeu-lhes que bem poderia morrer, mas que o que prometera ao seu senhor, o arcebispo, tinha que cumpri-lo. O alcaide tinha consigo uns quarenta peões, muitas bestas, umas de homens a pé e outras fortes, lanças, escudos, capacetes, couraças, espingardas, mas não tinham tiros de fogo. Começaram a combatê-los à hora do almoço, deram-lhes combate até às vésperas, em tempo em que os dias eram grandes. Havia muita besteria ao redor, e assim passaram a barreira encostando bancos ao muro, e com gadanhos de ferro postos em lanças cumpridas tiravam pelas ameias; outros, bem armados, subiam por escadas. Um escudeiro valente e bem armado tomou um feltro molhado e vestiu-o por cima do capacete e com um machado nas mãos chegou às portas da fortaleza e começou a cortá-las sem nada de medo porque as bestas fortes não passavam o feltro, e cortou as portas e à hora das vésperas entrou na casa pela força, mas não lhe quiseram fazer mal os contrários, exceto que os resgataram. | ” |

A partir deste momento a fortificação passou a constituir-se no centro da jurisdição senhorial de Vimianzo, com domínio sobre Camariñas, Laxe, Zas e Muxía.
A partir do século XVI, com a mudança dos Altamira para a Corte, os seus domínios passaram a ser administreados por alcaides ou meirinhos.
Em 1833 foram suprimidas as jurisdições senhoriais, e os Altamira venderam o castelo a Ramón Martelo Núñez, no ano de 1870.
A última grande reforma no conjunto foi realizada no século XIX pelo poeta Evaristo Martelo Paumán, marquês de Almeiras, uma vez que, à época, o castelo estava em mau estado, visando torná-lo habitável. Posteriormente, a sua filha, Dolores Martelo de la Maza, solteira e sem descendência, cedeu a fortificação, por ironia do destino, ao Arcebispado de Santiago, que tanto lutara por ele em tempos pretéritos.
Mais recentemente, em 1973, foi adquirido pela Deputação da Corunha, que o requalificou para fins culturais e sociais. Em muito bom estado de conservação, conserva elementos do século XIII, embora a maioria do conjunto pertença aos séculos XIV e XV.
Actualmente encontra-se aberto à visitação turística como espaço museológico, apresentando como exposição permanente uma mostra de artesanato popular.

## Características
O conjunto apresenta poligonal irregular, orgânica (adaptada ao terreno), em aparelho de granito bem lavrados, em fiadas regulares. Conserva numerosos arcos quebrados, seteiras e janelas geminadas. Várias dependências interiores são recobertas com abóbadas de berço nervadas.
Conta com três torres de planta retangular, recobertas com telhados de quatro águas, além da torre de menagem, com voladiços e ameias, em cujos muros rasga-se uma janela mainelada. Todas as torres comunicam-se por um adarve. O seu conjunto delimita o pátio de armas.
As ameias, em ponta de diamante, que primitivamente coroavam os muros do castelo, só se conservam na torre de menagem (ameias sobre balestreiros salientes sustentados por mísulas de arquivoltas), e defendendo o adarve de um dos muros.
Pelo lado externo, encontra-se totalmente rodeado por um profundo fosso. Também conserva o caminho de ronda e no portaló de entrada ao pátio podem-se ver duas pedras de armas: um escudo com a cabeça de lobo dos Moscoso, e outra, à direita, com os seis besantes dos Castro.